# جورج باوتشر
جورج باوتشر هو لاعب كرة القدم الكندية كندي، ولد في 19 أغسطس 1896 في أوتاوا في كندا، وتوفي في 17 أكتوبر 1960 بسبب سرطان المريء.

## وصلات خارجية
- جورج باوتشر على موقع دوري الهوكي الوطني (الإنجليزية)
- جورج باوتشر على موقع EliteProspects.com (الإنجليزية)
- جورج باوتشر على موقع HockeyDB.com (الإنجليزية)
- جورج باوتشر على موقع Hockey-Reference.com (الإنجليزية)